# Fort de Souville

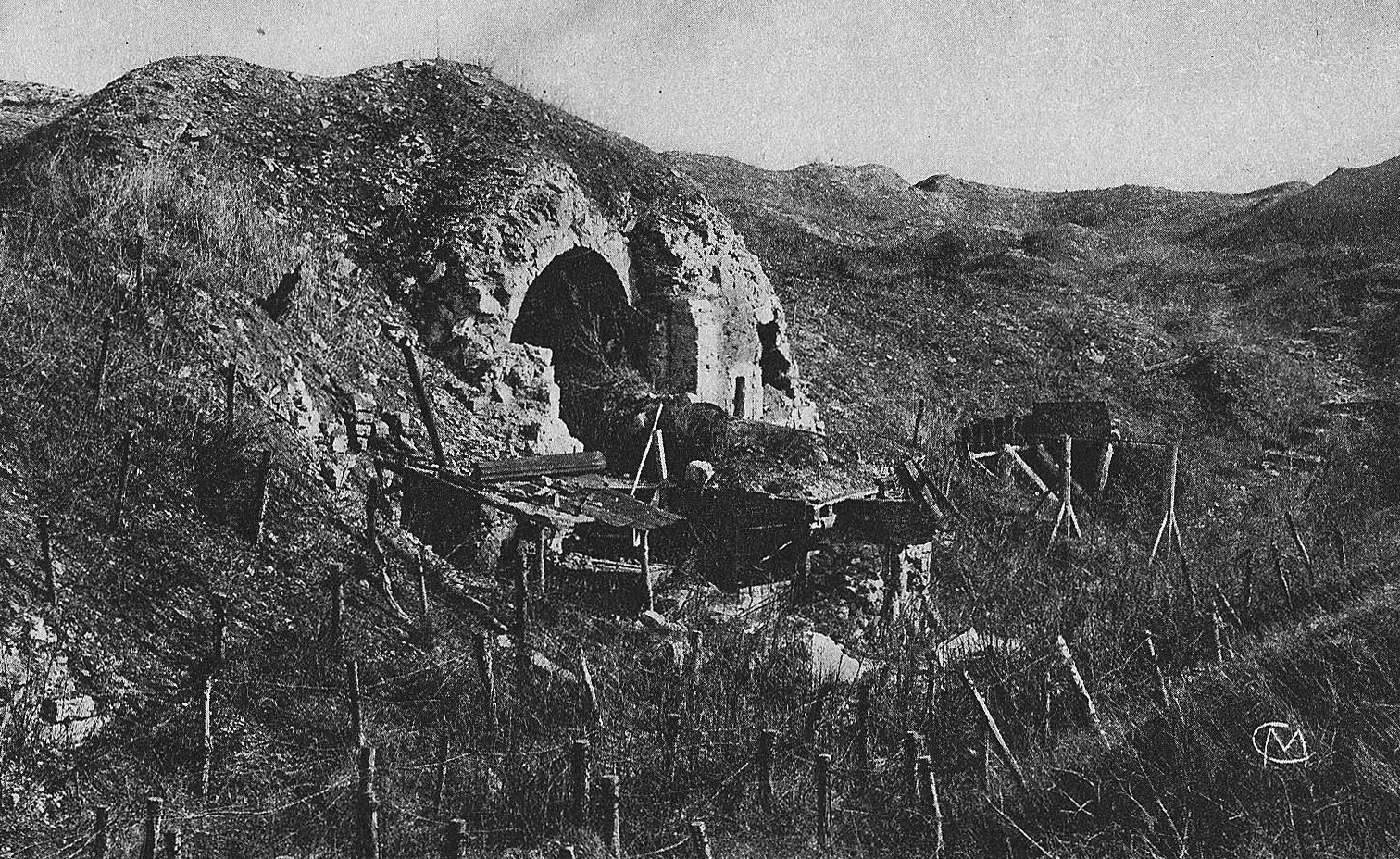
Fort de Souville kurz nach Kriegsende

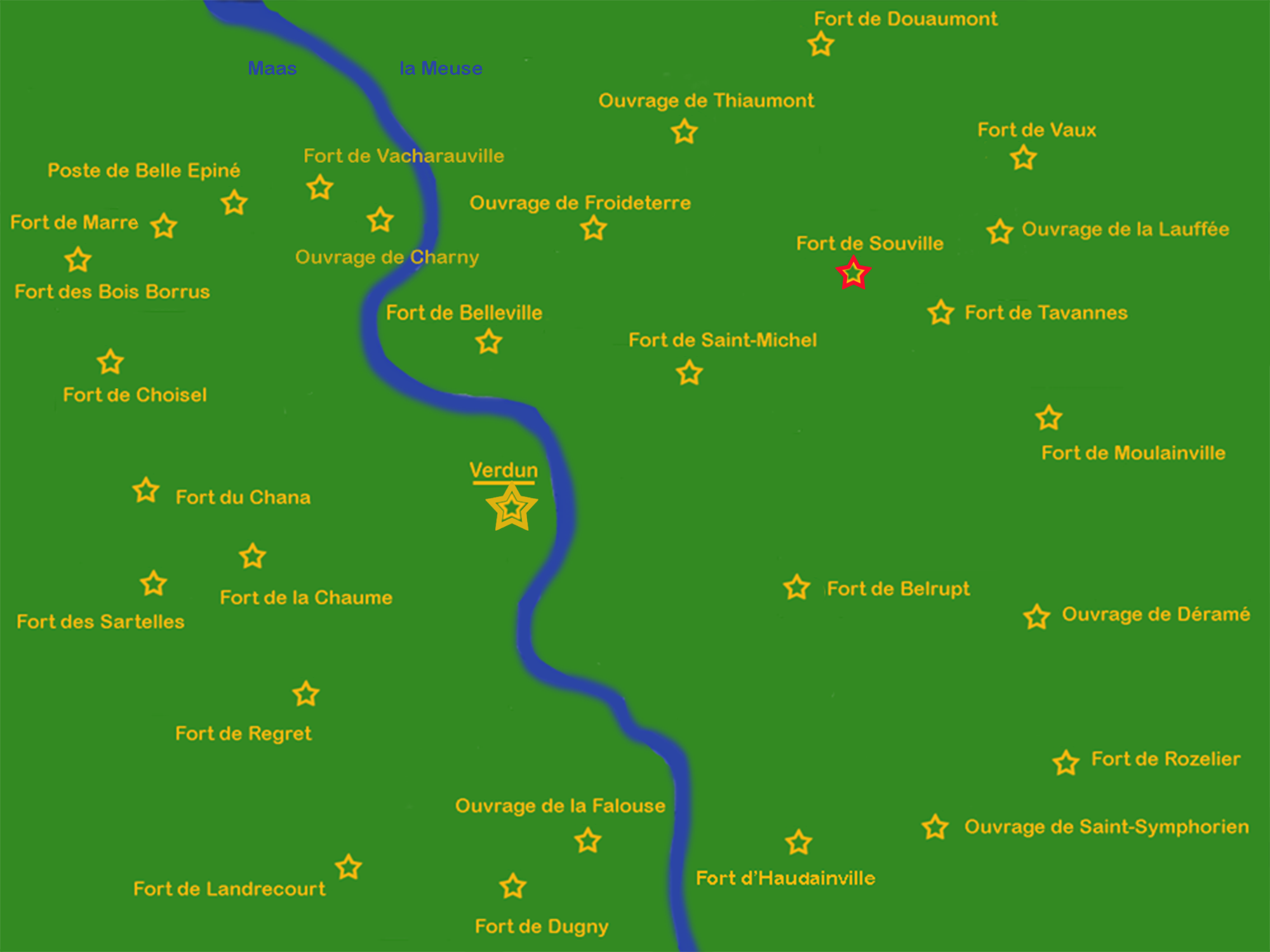
Lageplan

Das Fort de Souville (zeitweise Fort Lemoine genannt) war eine französische Befestigung auf der Anhöhe A Souville, etwa sieben Kilometer nordöstlich Verduns. Die Feste lag im inneren Verteidigungsring Verduns und in großer Nähe zum heftigst umkämpften Fleury-devant-Douaumont. Während der Schlacht um Verdun im Ersten Weltkrieg war die Festungsanlage in heftige Kämpfe verwickelt und Ziel erfolgloser deutscher Eroberungsversuche. Durch massiven Artilleriebeschuss wurde ein großer Teil der Anlage vollständig zerstört.

## Benennung
Kurzzeitig war es nach Général Louis Lemoine benannt. Per Präsidialdekret vom 21. Januar 1887 setzte der Kriegsminister Georges Boulanger um, dass alle Forts, befestigte Artillerieanlagen und Kasernen des Système Séré de Rivières die Namen von ehemaligen Militärkommandanten zu tragen haben. Am 13. Oktober 1887 wurde das vom Nachfolger Boulangers, Théophile Ferron, rückgängig gemacht und das Fort erhielt seinen jetzigen Namen zugeteilt.

## Baugeschichte und Konzeption
Nach dem Deutsch-Französischen Krieg (1870/1871) wurde auf französischer Seite entlang der neuen Grenze unter der Führung Séré de Rivières die Barrière de fer errichtet. Im Zuge dieser Bautätigkeiten wurde der, später als innerer bezeichnete, Festungsring um Verdun erbaut, der zum Festen Platz Verdun gehörte. Im Zuge dieser Befestigungen wurde auch 1876/1877 das Kernwerk des Forts Souville in klassischer Polygonform errichtet. Bis zum Kriegsbeginn 1914 wurden umfangreiche Erweiterungen und Verstärkungen erstellt. Anders als bei anderen Festungsanlagen des Festungsrings wurden die Kampfwertsteigerungen nicht primär im Werk, sondern in der unmittelbaren Umgebung durchgeführt. Die Bautätigkeit riss auch während des Krieges nicht ab. Das Fort weist durch die Umbaumaßnahmen eine fast schon als „aufgelöst“ zu bezeichnende Festungstopologie auf. Daher taucht auch oft die Bezeichnung „massif fortifié“ (befestigtes Bergmassiv) auf.
Das Fort bzw. seine Reste gliedern sich in 4 Bereiche:

### Kernwerk
Das Kernwerk wurde in den Jahren 1876/1877 in Bruchsteinbauweise erbaut. Der Graben und somit das Werk als ganzes wies eine unregelmäßige Siebeneckform auf. Die Face weist nach Nord, Nord-Ost und Ost. Im Inneren des Forts waren die Kasernen, das Pulverlager und Versorgungsräume untergebracht. Die Festung verfügte über mehrere Plattformen für Artillerie. Die bruchsteinernen Räume wurden auf Oberflächenniveau der Anhöhe angelegt und mit einer Deckschicht aus Schotter und Erde bedeckt. Das Pulverlager und die Kaserne verfügte über ein Untergeschoss. Die verschiedenen Funktionsbereiche des Forts waren im Wesentlichen nicht durch gedeckte Verbindungen zugänglich. Entsprechend der damals üblichen Bauweise wurden in den Gräben Kaponnieren gebaut. Es wurden drei einfache Kaponnieren an den Flanken und eine doppelte an der Spitze des Werks eingebaut. Die Kehle wurde durch einen um den Friedenseingang gruppierte, in die Escarpe integrierten Kehlkoffer geschützt. Diese Werke waren über Poternen mit dem Festungsinneren verbunden. Der Friedenseingang liegt in der südwestlichen Ecke des Werkes und wurde durch eine Zugbrücke verschlossen. Ab 1888 wurde das Kernwerk u. a. aufgrund der Brisanzgranatenkrise mehreren Veränderungen unterzogen. Das Drahthindernis auf dem Glacis wurde erweitert und die Decke des Pulverlagers mit Beton und einer zusätzlichen Dämpferschicht aus Schotter verstärkt.

### Stollenkaserne
Der Kriegseingang (auch Stollenkaserne genannt) wurde ebenfalls ab 1888 als Erweiterung der Feste erbaut. Der Bau ist auch hier vorwiegend in Bruchstein ausgeführt, die Kaserne ist zusätzlich mit einer Vorsatzmauer aus Ziegeln ausgestattet, um die Drainage der Räume zu ermöglichen. Die Besonderheit der unterirdischen Stollenkaserne ist, dass sie außerhalb des Grabens liegt. Der Zugang von außen erfolgt über den Kriegseingang, der direkt am Souville Weg liegt. Dieser Eingang wird durch ein Torwerk gedeckt, in dem zusätzliche Unterstände und Latrinen untergebracht sind. Das eigentliche Tor war eine Zugbrücke. Die Kaserne verfügte über sechs große Gewölberäume. Dieser Unterkunftsbau war einerseits über einen Hohlgang mit dem Pulverlager verbunden und über einen weiteren Hohlgang mit Treppe mit dem höher gelegenen südlichen Flankenhof.

### Tourelle Bussière
Der Tourelle de Buissière (Bussière-Turm) liegt knapp 100 m südwestlich des Friedenseingangs. Dieser Anfang der 1890er errichtete Geschützturm ist im Bereich Verdun ein Unikat. Es handelt sich hierbei um einen Prototyp, der in den Jahren 1887 bis 1888 im Camp de Châlons getestet, dann jedoch zugunsten des Tourelle Galopin nicht eingeführt wurde. Analog zu den häufig anzutreffenden Zwillings-Galopin-Türmen wurde der Turm mit zwei Geschützrohren ausgerüstet, die in einer rücklaufgebremsten Lafette liegen. Der Turm konnte gehoben und versenkt werden. Der Seitenrichtbereich des Turms lag bei 360°. Die Rohre haben ein Kaliber von 155 mm. Der bewegliche Teil des Turmes hat ein Gewicht von annähernd 200 t. Die Hebe-/Senkvorrichtung wurde aufgrund des hohen Gewichts durch eine dampfbetriebene Hydraulikanlage angetrieben. Die Bettung des eigentlichen Geschützturmes ist eine halbunterirdische Betonkonstruktion. Sie besteht aus einem rechteckigen Teil im Eingangsbereich, an dessen Seiten verschiedene Räume für Material und Besatzungen untergebracht sind, und dem Geschützbrunnen. In diesem Teil war unter anderem die Hydraulikanlage für den Hebe-/Versenkmechanismus untergebracht. Unter den Räumen im Eingangsbereich finden sich große Zisternen. Da es sich bei dieser Konstruktion um einen Prototyp handelt, wurden an der Konstruktion v. a. an der Mechanik bis in den Krieg hinein Veränderungen vorgenommen. Es wurden bis 1916 nur ca. 600 Schuss abgegeben, bis der Turm irreparablen Schaden genommen hatte und das Gebäude für andere Zwecke genutzt wurde. Ursprünglich war der Turm nur oberirdisch mit dem Kernwerk verbunden.

### Stollensystem
Das Stollensystem, auch als „reseau 17“ bezeichnet, wurde nach den Erfahrungen im Fort de Moulainville angelegt. Dort hatte die ständige Beschießung zu erheblichen Schäden geführt, die die Kampffähigkeit des Forts sehr stark einschränkten. In Souville waren die Schäden noch deutlich gravierender, da das Kernwerk nur aus Bruchstein bestand und fast keinen Widerstand gegen Brisanzgranaten besaß. Daher wurde ein verschiedene Teile des Forts verbindendes Stollensystem auf tieferem Niveau als dem des Kriegseingangs errichtet. Dieses verband das Kernwerk mit dem Bussière-Turm und der daneben liegenden Batterie und der Stollenkaserne. Die später hinzugekommenen Casemates Pamart wurden ebenfalls an dieses System angeschlossen. Dabei handelte es sich um standardisierte MG-Bunker für zwei Hotchkiss-MG. Sie wurden 1917 durch den französischen Offizier Pamart entwickelt. Bei Fort Souville wurden drei solcher Kasematten eingebaut, zwei weitere blieben unvollendet.

## Schlacht um Verdun 1916
Nach den massiven Angriffen vom 21. Februar, 10. April und 25. Mai 1916 besetzten die Deutschen am rechten Maas-Ufer die Höhen der Berge Poivre und Chambrettes sowie das Fort de Douaumont, einen besonders wichtigen Beobachtungspunkt, der zum wesentlichen Bestandteil der deutschen Versorgungskette wurde. Am 7. Juni unterlagen die letzten Verteidiger des Fort de Vaux deutschen Truppen und die ersten Reihen erreichten die östlichen Hänge des großen Kamms, der von dem Festungswerk von Thiaumont, den Ruinen des Dorfes Fleury und des Fort de Souville eingegrenzt war. Die Spitzen des Infanterieregiments 140 kamen bis auf das Glacis des Forts, mussten dann aber ihren Angriff aufgeben.
Solange dieser Bergkamm im Besitz der Franzosen war, konnten sie auch, wie von General Joseph Joffre angeordnet, das rechte Ufer verteidigen; außerdem war das Fort de Souville ein guter Ausgangspunkt für Gegenangriffe, zum Beispiel zur Zurückeroberung der Forts Vaux und Douaumont.

## Das Fort heute

### Die innen liegenden Teile

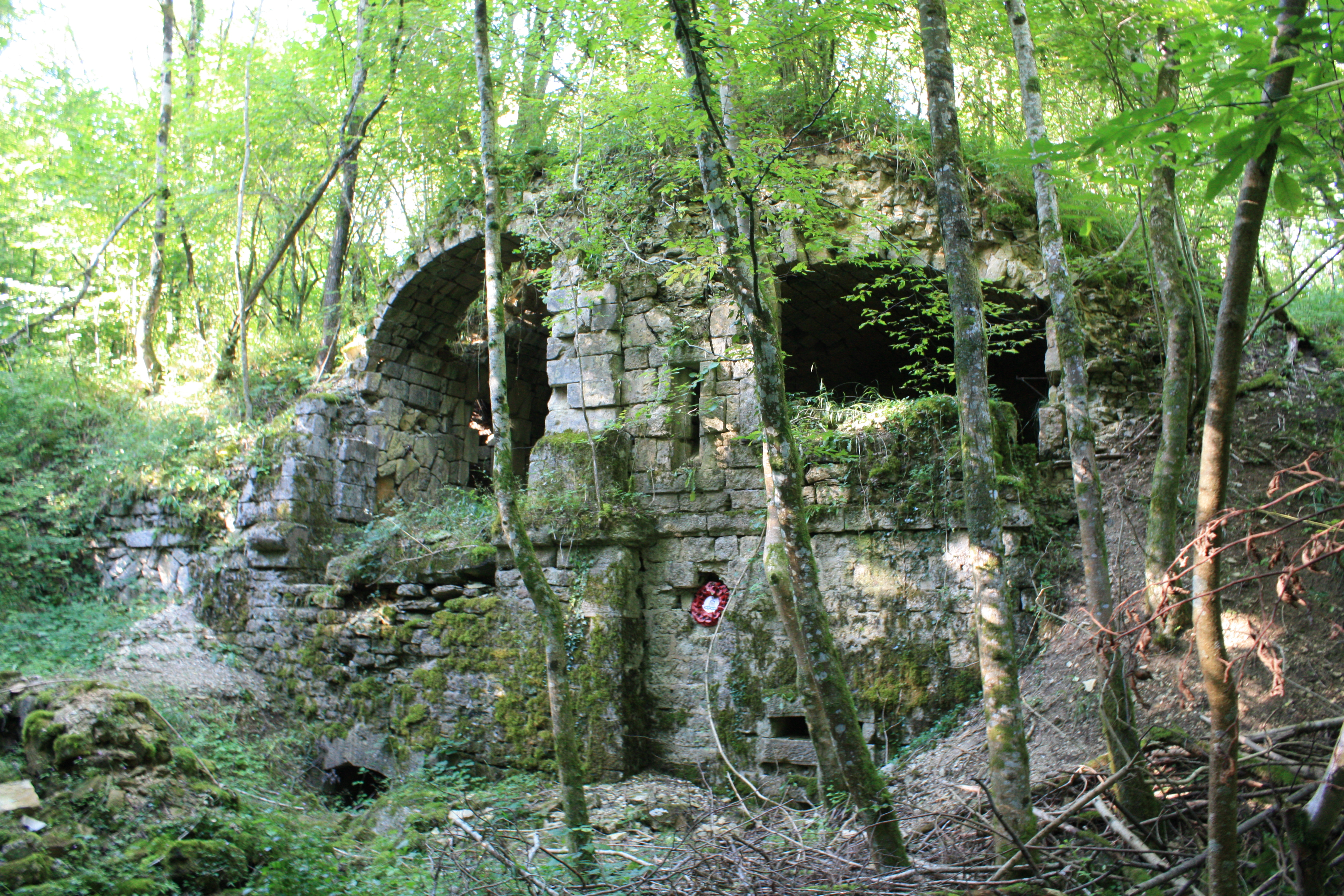
Zerstörter Haupteingang des Forts
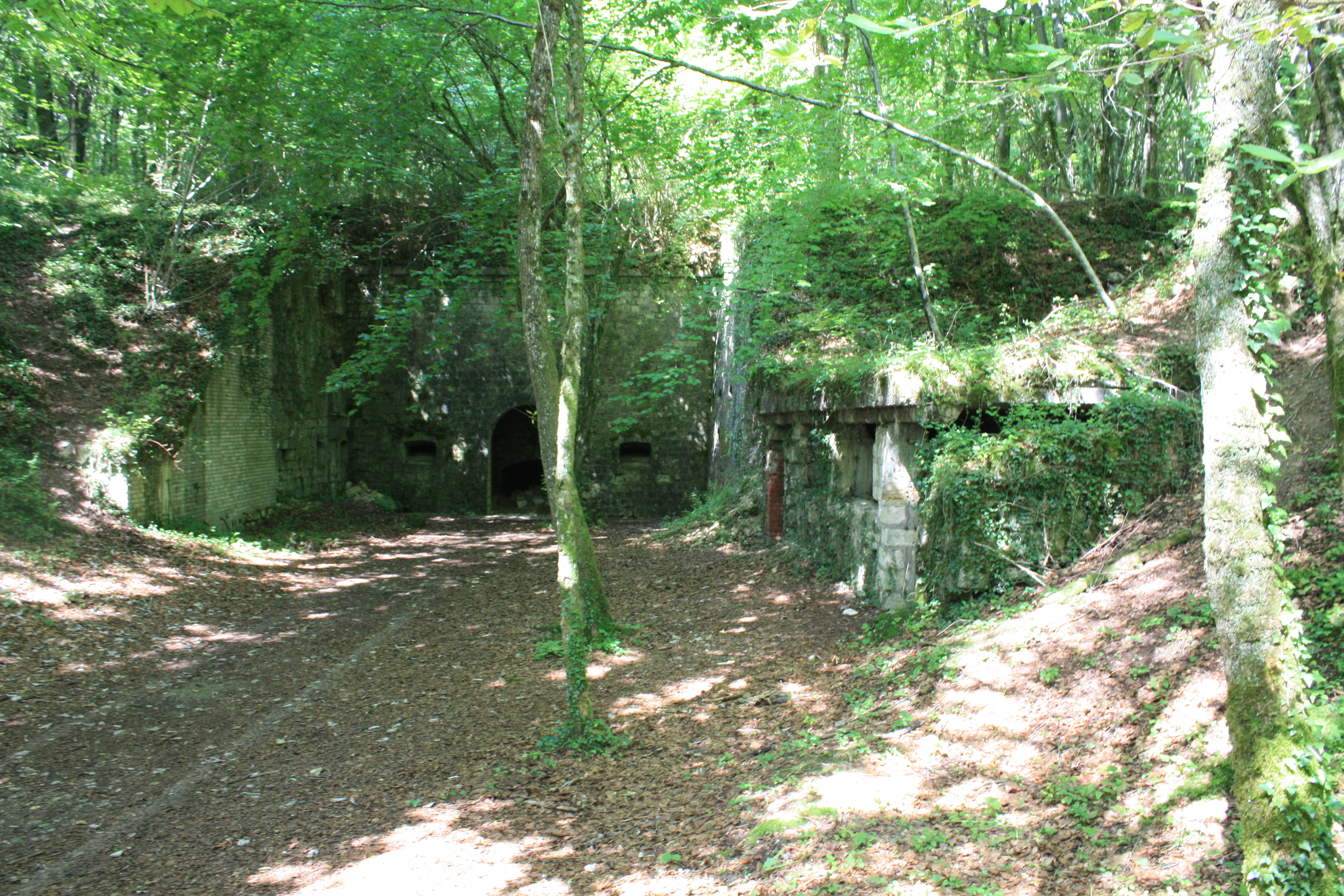
Kriegseingang des Forts Souville
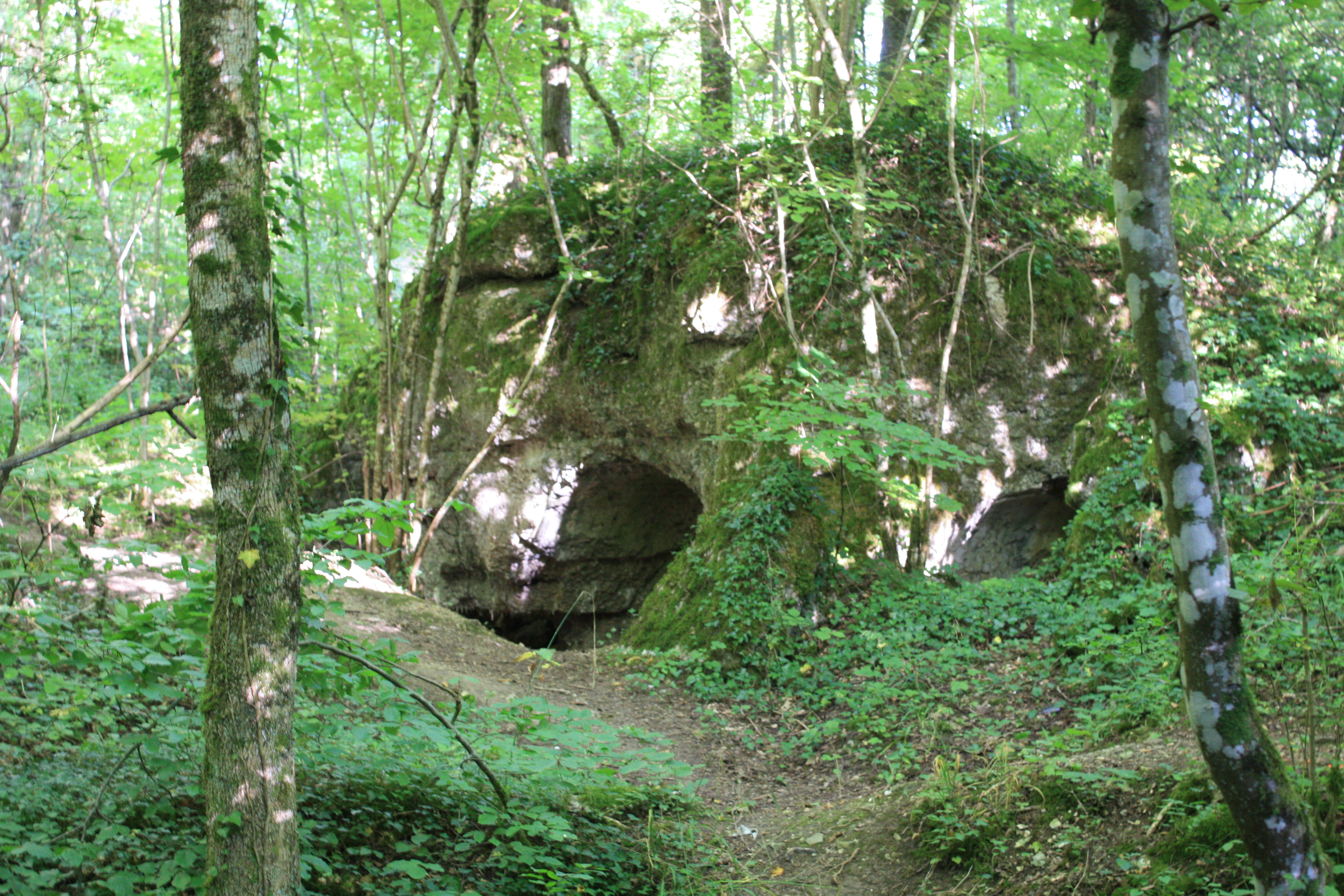
Zugang vom Hof aus zur Stollenkaserne und dem Kriegseingang (Im linken Flankenhof)
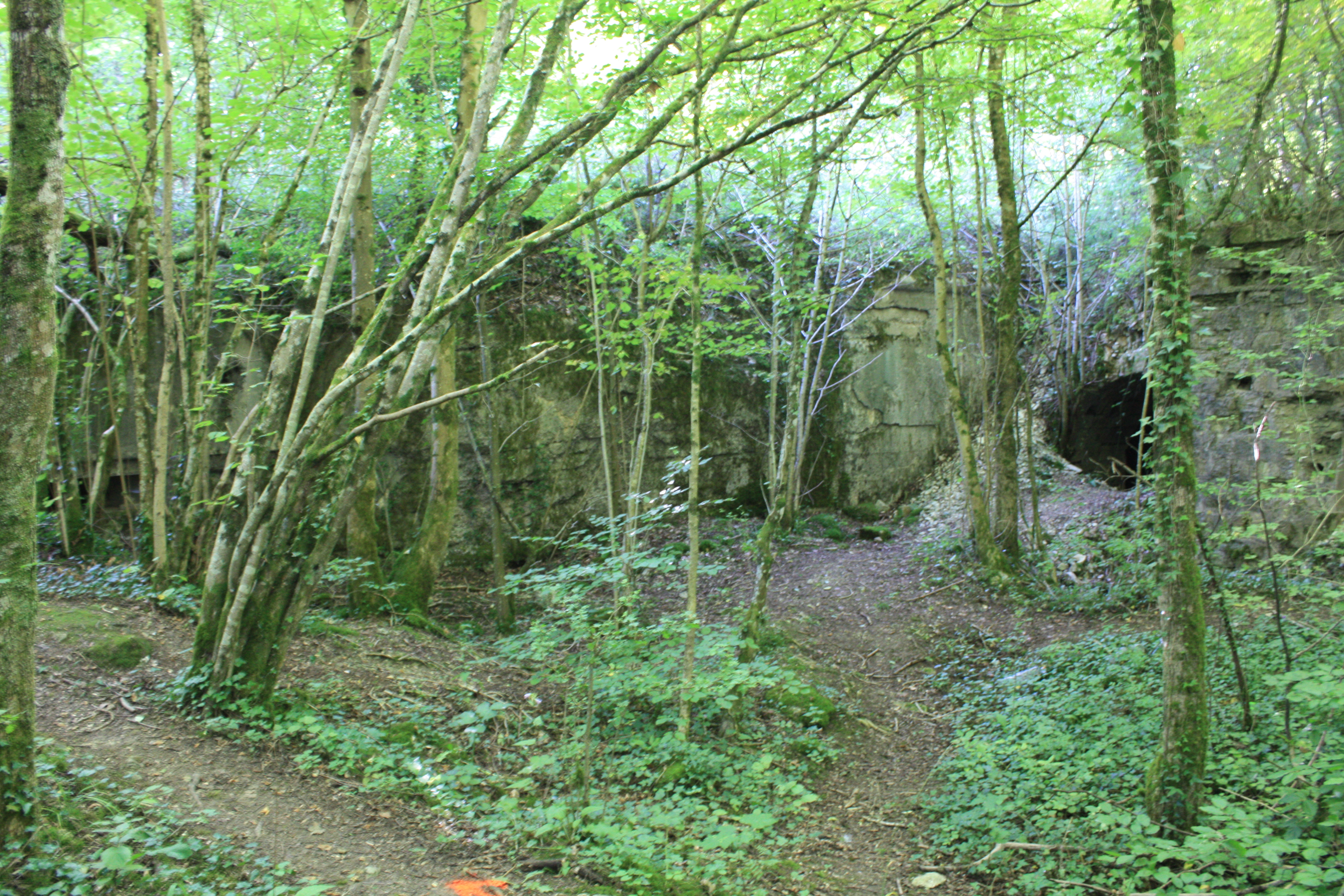
Linker Flankenhof des Forts Souville mit Zugang zur Poudriere (im rechten Hintergrund)
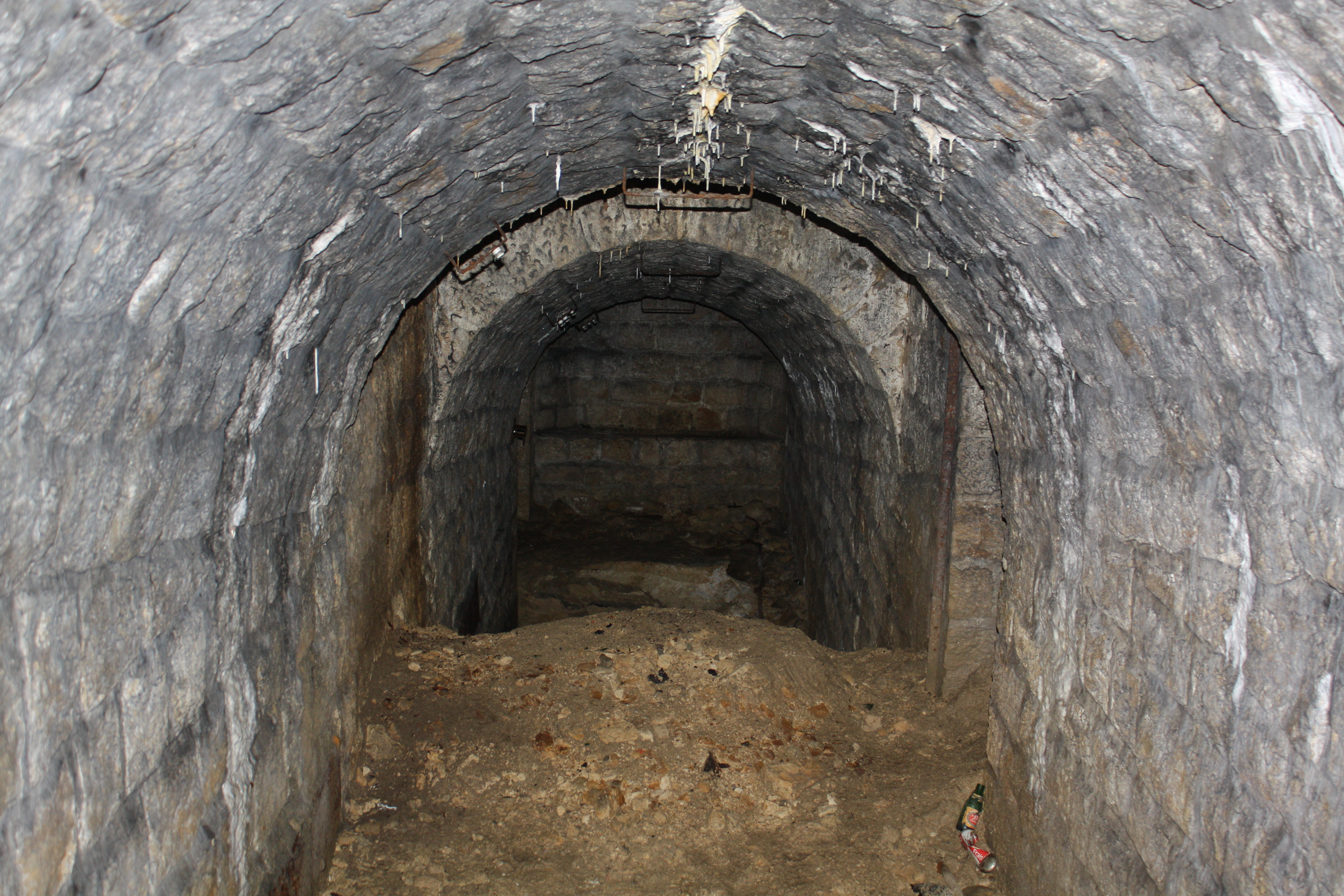
Blick in den versperrten Hohlgang zur Poudriere von Fort Souville,

### Die außen liegenden Teile

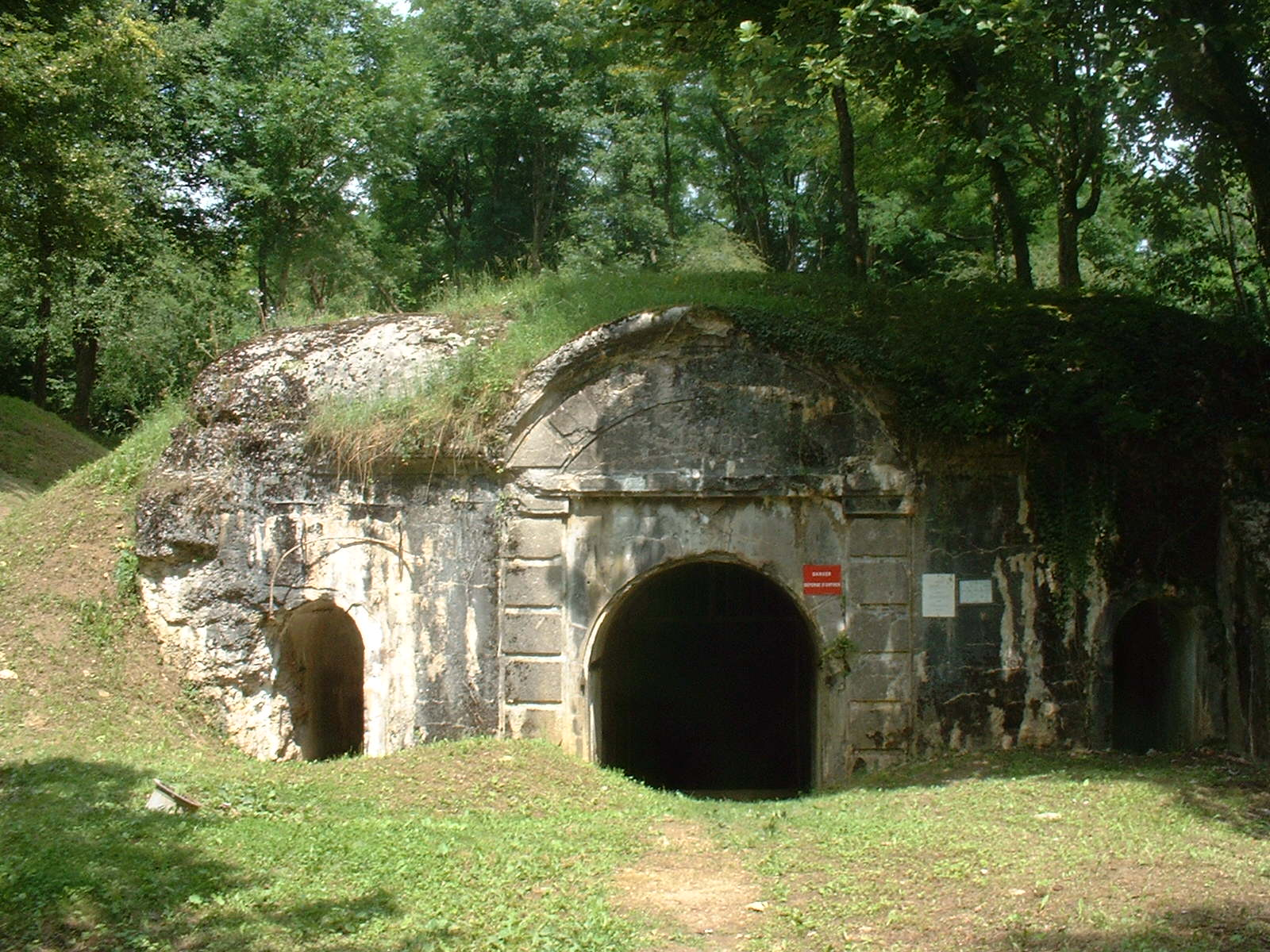
Zugang zum Tourelle Bussière bewaffnet mit zwei Kanonen Kaliber 155 mm
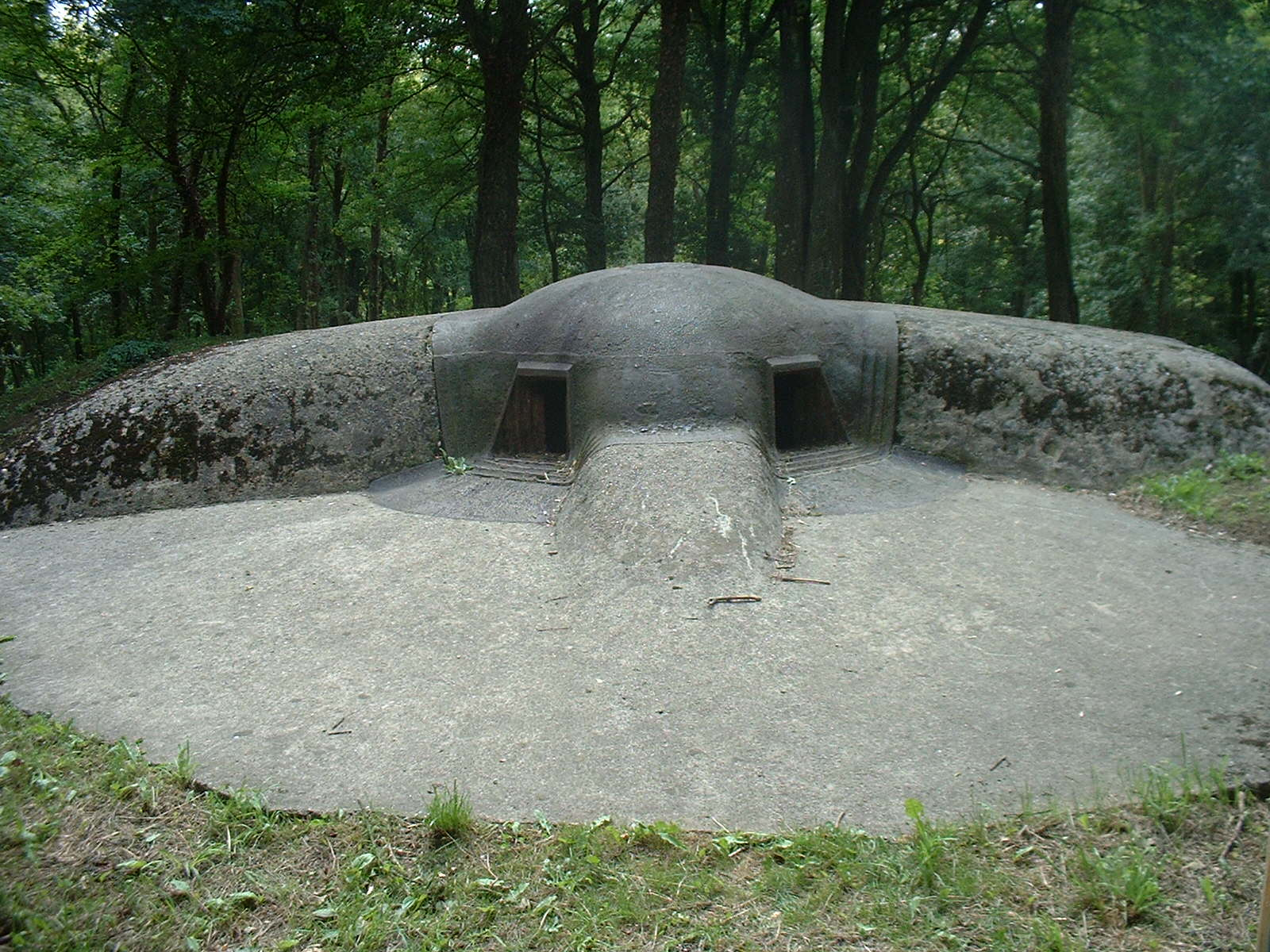
Standardisierter MG-Kampfraum (Bj. 1917/18) des Typs Casemate Pamart im Vorfeld des Forts
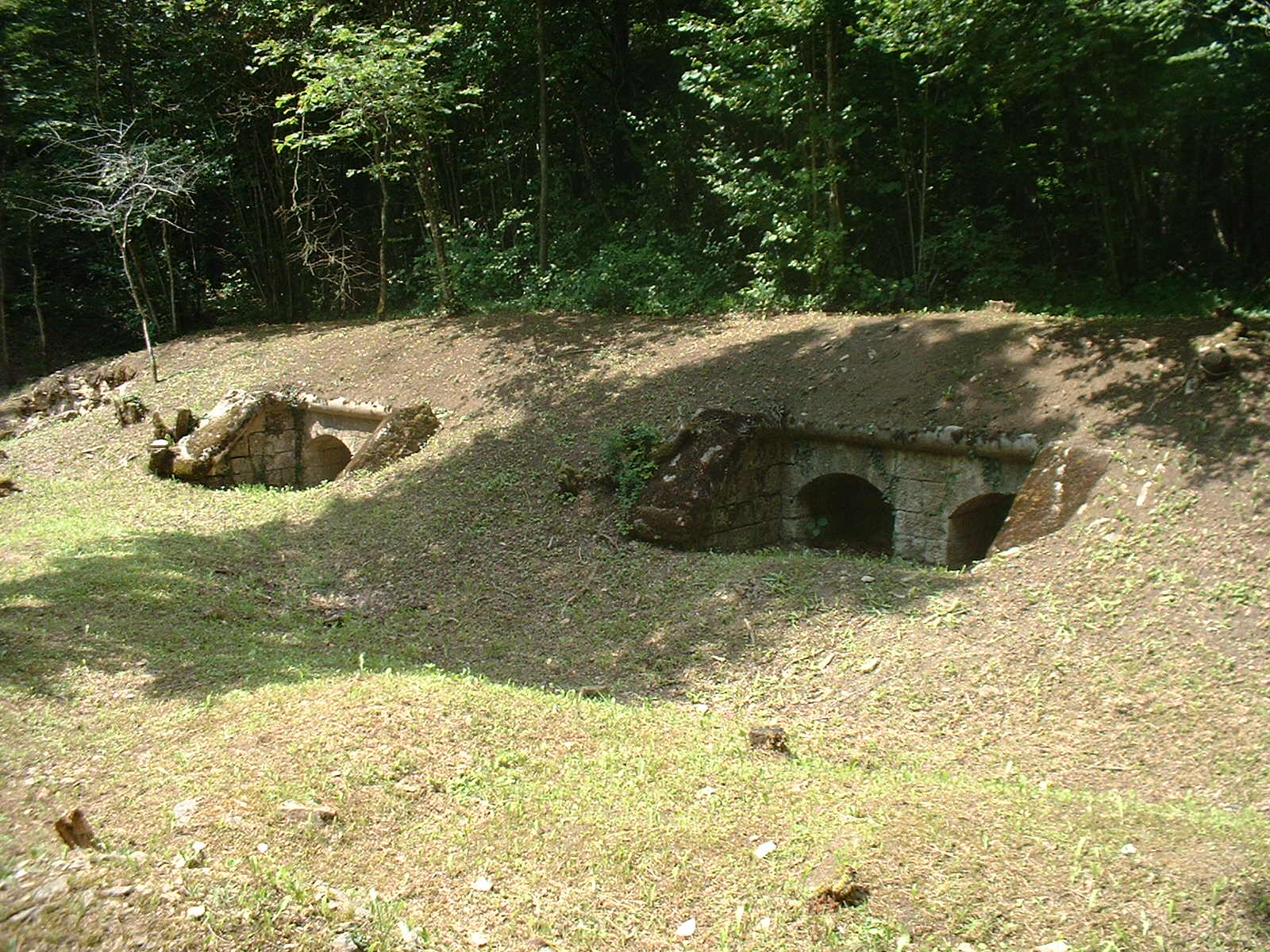
Munitionsnischen einer Batterie in der Nähe des Forts.